# Mystacidium venosum
Mystacidium venosum é uma espécie de orquídea. É originária do sul de África.